# صموئيل كرومبتون
صموئيل كرومبتون (بالإنجليزية: Samuel Crompton)‏ (و. 1753 – 1827 م) هو مخترِع من المملكة المتحدة لبريطانيا العظمى وأيرلندا، ولد في بولتن، توفي في بولتن، عن عمر يناهز 74 عاماً.